# Le Bouyssou
Le Bouyssou település Franciaországban, Lot megyében. Lakosainak száma 122 fő (2022. január 1.). Le Bouyssou Le Bourg, Fons, Issepts, Lacapelle-Marival és Saint-Bressou községekkel határos.

## Népesség
A település népességének változása:
| Lakosok száma | 130  | 113  | 114  | 142  | 134  | 143  | 139  | 126  | 125  | 122  |
|               | 1968 | 1982 | 1990 | 2006 | 2013 | 2015 | 2017 | 2019 | 2020 | 2022 |